# Arhat

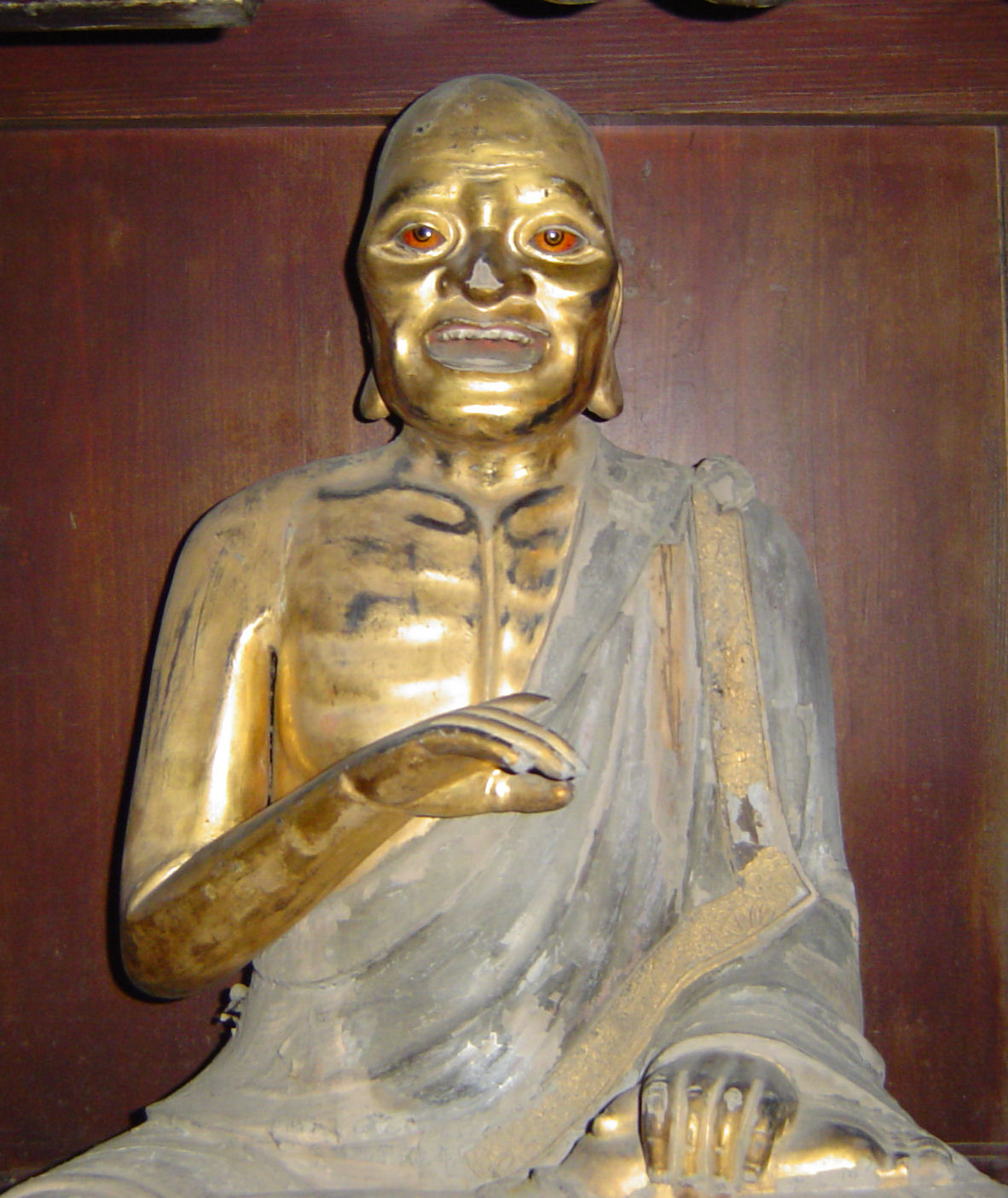
Holzplastik eines Arhat (18. Jahrhundert, Hōon-ji-Tempel, Morioka, Japan)

Arhat ist ein Terminus für einen Praktizierenden, der nach buddhistischen Vorstellungen Gier, Hass und Verblendung vollständig abgelegt hat. Er wird durch das Erreichen des Nirwana nicht mehr wiedergeboren. Das Wort stammt aus dem Sanskrit (devanagariअर्हत् árhat; Pali arahant, arahati; chinesisch 阿羅漢 / 阿罗汉, Pinyin āluóhàn, meist kurz 羅漢 / 罗汉,  luóhàn; japanisch 阿羅漢 arakan bzw. kurz 羅漢 rakan) und bedeutet „der Würdige“. Der Begriff wird weitgehend synonym zum Begriff Heiliger verwendet.

## Begriffsgeschichte
Ursprünglich wurden im Buddhismus sechzehn Gefährten des Buddha als die Sechzehn Arhats bezeichnet. Die Liste wurde von Indien aus in Japan und Tibet übernommen und später in China auf Achtzehn Arhats erweitert. Die ursprünglichen Arhats waren Pindola Bharadvaja, Kanaka der Vatsa, Kanaka der Bharadvaja, Nandimitra, Nakula, Bhadra / Bodhidharma, Kalika, Vijraputra, Gobaka, Pantha der Ältere, Rahula, Nagasena, Angida, Vanavasa, Asita, Pantha der Jüngere, Nantimitolo und Kundadhana. Diese Deutung rückt den Begriff in die Nähe der christlichen Apostel und damit von Predigern der Lehre zur Zeit des Verkünders.
Vor dem Buddhismus waren Arhats mit magischen Kräften ausgestattet, was mit dem Buddhismus weitgehend weggefallen ist. Im positiven Sinne ist Arahaṃ eine Anrede, wie sie an einen Richter im Sinne von „Euer Ehren“ vorgenommen wird. Im negativen Sinne wird der Zusammenhang von ari-hanta (ari = Feind / hanta = zerstören) assoziiert, der aus dem Sanskrit ins Tibetische übernommen wurde. Der Feindzerstörer (Arahant) zerstört die feindlichen Gedanken, Anhaftungen usw.

## Arhatschaft im Theravada
Der Begriff Arhat bezeichnet im Theravada einen Praktizierenden, der durch die buddhistische Lehre zum Erwachen gelangt ist. Arhats werden als Shravaka-Buddhas (Hörer) bezeichnet. Somit ist die Bezeichnung „Buddha“ zunächst die Ehrenbezeichnung für einen Arhat, der ohne Anleitung volle Erleuchtung erlangt hat und zu den Drei Juwelen Zuflucht genommen hat. Der Buddhismus unterscheidet zwischen möglichen Wegen zur Erreichung der Buddhaschaft:
- des Buddha Shakyamuni, der ohne jegliche Hilfe das Erwachen erlangt hatte und später die Lehre verkündete,
- eines pratyeka-buddha, eines Praktizierenden, der ebenfalls selbständig zum Erwachen gelangt ist, die Lehre jedoch nicht systematisch weitergibt,
- eines Arhat, der mithilfe der Lehre zum Erwachen gelangt ist.

Bereits zu Lebzeiten des Buddha Shakyamuni sollen viele seiner Schüler durch verschiedene Methoden (wie Meditation, Rezitation oder auch nur bloßes Hören einer Rede) zu Arhats geworden sein. Einen einheitlichen Weg zur Erreichung der Arhatschaft gibt es im Pali-Kanon nicht, was ein Grund dafür war, dass später Kommentare verfasst wurden, um unterschiedliche Aussagen und Widersprüche zu klären.
Der wesentliche Unterschied zwischen einem Arhat und seiner Entsprechung im Mahayana, dem Bodhisattva, ist es, dass ein Arhat den letzten Schritt in das Nirwana nicht freiwillig aufschiebt, um anderen Wesen auf dem Weg aus dem Leiden zu helfen. Nach Überzeugung des Theravada ist das von vornherein nicht möglich. Jedes Wesen ist entsprechend dem Karma-Gesetz für seine Handlungen selbst verantwortlich, eine Übertragung von Verdiensten auf andere Wesen ist nicht möglich. Ein Arhat versucht daher durch das Lehren des Dharma (Pali: Dhamma) die anderen Wesen auf ihrem Weg zur Erleuchtung zu unterstützen und indem er ihnen die Möglichkeit gibt, gutes Karma zu schaffen (z. B. durch das Spenden von Dana, Almosen). Der Arhat hat anderen Glaubensgenossen gegenüber keine ethische Verpflichtung, die Lehre zu verbreiten oder Anweisungen zu erteilen. Es obliegt allein seinem Entschluss, anderen Lebewesen zu helfen. Dies sei laut Texten aber keineswegs eine Bedingung für die Erreichung der Arhatschaft, was in späteren Mahayana Texten und Kommentaren zu polemischen Äußerungen gegenüber dem Arhatkonzept führte.
Im Theravada tritt mit dem Tod eines Arhat das Parinirvana ein.

## Arhatschaft im Mahayana

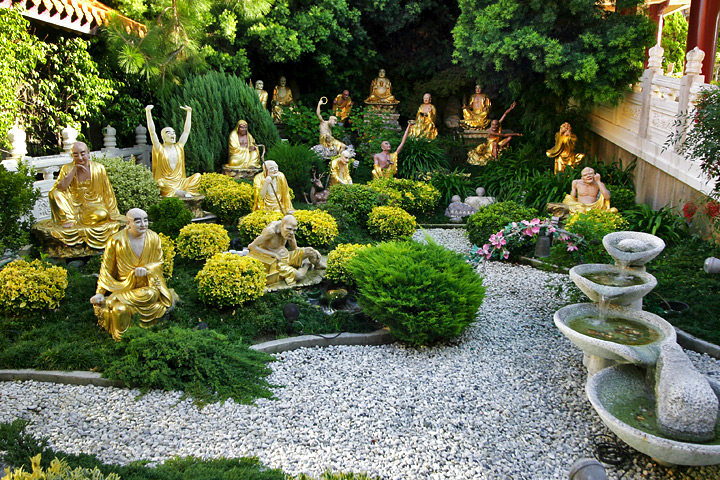
Arhat-Garten des Hsi-Lai-Tempels (Los Angeles)

Die Arhatschaft spielt daher im Theravada, dessen Lehre auf dem Pali-Kanon basiert, eine große Rolle, während sich das anzustrebende Ideal des Mahayana auf den Bodhisattva verlagert.
Ein Bodhisattva ist ein Wesen, das den eigenen Wunsch nach dem Eingehen ins Nirvana zurückstellt, um alle fühlenden Wesen zur Erleuchtung zu führen. Arhatschaft im Mahayana bezeichnet daher jemanden, der lediglich die Ich-Vorstellung vollständig aufgelöst hat. Infolge steht im Mahayana das Erlangen der Arhatschaft als eigenständige geistige Entwicklungsstufe unmittelbar vor dem Eintreten in die sogenannten zehn Bodhisattva-Stufen, die direkt zur Erleuchtung führen. Jede dieser Stufen bezeichnet einen geistigen Entwicklungsstand, der mit dem Auftreten spezieller Kräfte (Siddhi) einhergeht. Die geistige Fähigkeit, zum Nutzen der fühlenden Wesen zu wirken, nimmt mit jeder Stufe zu und mündet im Erlangen der Erleuchtung (Buddhaschaft).
Zum Erlangen der Buddhaschaft ist daher im Mahayana und speziell im Vajrayana über die Arhatschaft hinaus die Bodhisattva-Motivation, zum Nutzen aller fühlenden Wesen zu handeln, und die Auflösung der, die Wahrnehmung der gewöhnlichen fühlenden Wesen einengenden, Subjekt-Objekt-Dualität notwendig.
Der altruistischen, transzendenten und überirdischen Gestalt des Bodhisattva wird oft die Fehlbarkeit von Arhats gegenübergestellt. In einigen Mahayana-Texten werden Arhatschaft und persönliche Befreiung als unziemlich empfunden.